# Echo (Utah)
Echo est une census-designated place du comté de Summit, dans l'État de l'Utah, aux États-Unis. En 2020, elle compte une population de 60 habitants.